# Isabella von Lauppert-Martin
Isabella von Lauppert-Martin (geboren 30. Oktober 1856 in Berlin als Isabelle Henriette Claire Martin; gestorben nach 1928) war eine deutsche Opernsängerin (Sopran) und Gesangspädagogin.

## Leben
Sie wurde von der Gesangslehrerin Raschig für die Oper ausgebildet. Ihre Bühnentätigkeit begann sie 1876 in Kassel, wirkte von 1879 bis 1882 am Stadttheater in Leipzig, von 1882 bis 1884 in Stettin, 1884 bis 1886 in Magdeburg, hierauf als Gast an der Krollschen Bühne in Berlin, beteiligte sich an der Nibelungentournee, die Angelo Neumann unternahm, und wirkte hierauf noch längere Zeit als gastierende Künstlerin, bis sie sich als Gesangslehrerin in Chemnitz niederließ. „Donna Anna“, „Pamina“, „Agathe“, „Senta“, „Elsa“, „Venus“ etc. gehörten zu ihren beliebtesten Leistungen.
Verheiratet war sie seit 1886 mit dem Opernsänger Oskar von Lauppert; die Ehe wurde 1928 in Dortmund geschieden.
Ihr Lebensweg nach 1928 ist unbekannt.